# Got7
Got7 (kor. 갓세븐; Eigenschreibweise GOT7) ist eine südkoreanische siebenköpfige K-Pop-Gruppe der dritten K-Pop-Generation. Die Boygroup, die viele Hip-Hop-Elemente nutzt, wurde von JYP Entertainment gegründet und debütierte 2014. Der offizielle Fanclub-Name lautet I GOT7.

## Geschichte
Am 24. Dezember 2013 kündigte JYP Entertainment an, dass sie eine neue Hip-Hop-Boygroup gründen werden. Im Januar 2014 wurden Teaser auf YouTube veröffentlicht und am 20. Januar die EP Got It? zusammen mit der Single Girls Girls Girls. Die EP erlangte Platz zwei der südkoreanischen Gaon Charts. Die Single erreichte Platz 21 in Gaons Digital-Single-Charts. Im Juni wurde das zweite Mini-Album Got Love veröffentlicht, welches es auf Platz 1 schaffte. Im selben Jahr schloss die Gruppe noch einen Vertrag bei einem japanischen Label und veröffentlichten die erste Single Around The World im Oktober, welche auf Platz 3 landete. Gegen Ende des Jahres veröffentlichten sie dann ihr erstes Album Identify, welches ebenfalls auf Platz 1 landete.
2015 bekam die Gruppe den „New Artist“-Award. Im Juni wurde die zweite japanische Single Love Train veröffentlicht, welche auf Platz 4 landete. Einen Monat später hatte die Gruppe ihr koreanisches Comeback mit dem dritten Mini-Album Just Right, welches auf Platz 3 landete. Im September wurde die dritte japanische Single Laugh Laugh Laugh veröffentlicht, welche der erste Nummer-1-Hit der Gruppe ist. Im selben Monat wurde auch das vierte Mini-Album Mad veröffentlicht, das auf Platz 1 landete. Der Titelsong If You Do ist der erste Song der Gruppe, der es in die Top 10 geschafft hat.
Im März 2016 wurde das fünfte Mini-Album Flight Log: Departure veröffentlicht, welches auf Platz 1 landete. Das Album landete auf Platz 2 in den Billboard World Albums Charts. Im April spielte die Gruppe das erstes Konzert der „Fly Tour“ in Seoul und weitere in China, Japan, Thailand, Singapur und den USA. Im September wurde das zweite Album Flight Log: Turbulence veröffentlicht, welches auf Platz 1 landete. Der Titelsong Hard Carry war der erste Song der Gruppe, der es in die Top 3 geschafft hat. Das Album schaffte es auf Platz 1 in den Billboard World Albums Charts.
Im März 2017 veröffentlichte die Gruppe das sechste Mini-Album Arrival, welches es bis auf Platz 1 schaffte. Der Titelsong Never Ever schaffte es in die Top 5. Im Oktober veröffentlichten sie ihr siebtes Mini-Album 7 for 7, welches zur Nummer 1 wurde. Der Titelsong You Are schaffte es auf Platz 12 der Charts.
Alle Mitglieder entschieden sich, ihre Exklusivverträge mit JYP Entertainment nicht zu verlängern und ihre Arbeit für das Label endete am 19. Januar 2021. Einzelne Soloprojekte wurden bekannt und die Mitglieder zeigten ihre Absicht, auch in Zukunft wieder zusammenarbeiten zu wollen.
Got7 enthüllte am 6. Mai 2022 ein neues Logo in den sozialen Medien mit der Überschrift „GOT7 is our Name“ („Got7 ist unser Name“).
Am 8. Mai 2022 kündigten sie ein vollzähliges Comeback der Gruppe mit einer selbstbetitelten EP für den 23. Mai 2022 an.
Die Lead-Single NANANA ist laut Jay B ihren Fans gewidmet: “This one is for the fans, the people that make us happy and are our source of healing. They are always there for us. Our album really just represents our appreciation to the fans.” („Diese ist für die Fans, die Menschen, die uns glücklich machen und unsere Quelle der Heilung sind. Sie sind immer für uns da. Unser Album repräsentiert wirklich nur unsere Wertschätzung gegenüber den Fans.“)
Dies ist die erste Veröffentlichung der Gruppe seit ihrer Single Encore aus dem Jahr 2021, die auf ihren Abschied von JYP Entertainment im selben Jahr folgte.
Das neue Mini-Album GOT7 hat kurz nach der Veröffentlichung die iTunes-Album-Charts in 83 Länder und Regionen angeführt. Darunter Thailand, Deutschland, Indien, Brasilien, Mexiko, Frankreich, Dänemark, Spanien, Griechenland, Kolumbien, Indonesien, Türkei und Vietnam.
Der Fanclub ist bekannt als I GOT7, 아가새 und อากาเซ่.

## Mitglieder
| Bild | Name          | Geburtsname                            | Geburtstag (Alter)      | Geburtsort  | Position                                    |
| ---- | ------------- | -------------------------------------- | ----------------------- | ----------- | ------------------------------------------- |
|      | Jay B 제이비  | Lim Jae-beom 임재범                    | 6. Januar 1994 (31)     | Goyang      | Team leader Main Vocal, Lead Dance          |
|      | Mark 마크     | Mark Yi En Tuan 段宜恩                 | 4. September 1993 (31)  | Los Angeles | Lead Rap, Martial Arts Tricking             |
|      | Jackson 잭슨  | Wang Jia Er / Wang Ka Yee 王嘉爾       | 28. März 1994 (31)      | Hongkong    | Lead Dance, Main Rap, Martial Arts Tricking |
|      | Jinyoung 진영 | Park Jin-young 박진영                  | 22. September 1994 (30) | Changwon    | Sub Vocal                                   |
|      | Youngjae 영재 | Choi Young-jae 최영재                  | 17. September 1996 (28) | Mokpo       | Main Vocal                                  |
|      | BamBam 뱀뱀   | Kunpimook Bhuwakul Bambam กันต์พิมุกต์ ภูวกุล | 2. Mai 1997 (28)        | Bangkok     | Sub Rap                                     |
|      | Yugyeom 유겸  | Kim Yu-gyeom 김유겸                    | 17. November 1997 (27)  | Seoul       | Sub Vocal, Main Dance                       |

## Diskografie
Studioalben

| Jahr                       | Titel Musiklabel                                              | Höchstplatzierung, Gesamtwochen, AuszeichnungChartplatzierungen (Jahr, Titel, Musiklabel, Platzierungen, Wochen, Auszeichnungen, Anmerkungen) | Höchstplatzierung, Gesamtwochen, AuszeichnungChartplatzierungen (Jahr, Titel, Musiklabel, Platzierungen, Wochen, Auszeichnungen, Anmerkungen) | Anmerkungen                                                  |
| Jahr                       | Titel Musiklabel                                              | KR | JP | Anmerkungen                                                  |
| -------------------------- | ------------------------------------------------------------- | --- | --- | ------------------------------------------------------------ |
| Südkoreanische Studioalben |                                                               | | |                                                              |
|                            |                                                               | | |                                                              |
| 2014                       | Identify JYP Entertainment                                    | KR1 (90 Wo.)KR | JP47 (2 Wo.)JP | Erstveröffentlichung: 18. November 2014                      |
| 2016                       | Flight Log: Turbulence JYP Entertainment                      | KR1 (83 Wo.)KR | JP23 (3 Wo.)JP | Erstveröffentlichung: 27. September 2016                     |
| 2018                       | Present: You JYP Entertainment                                | KR1 Platin · (29 Wo.)KR | JP12 (3 Wo.)JP | Erstveröffentlichung: 17. September 2018 Verkäufe: + 250.000 |
| 2018                       | Present: You & Me JYP Entertainment                           | KR1 (16 Wo.)KR | — | Erstveröffentlichung: 3. Dezember 2018                       |
| 2020                       | Breath of Love: Last Piece JYP Entertainment                  | KR3 Platin · (18 Wo.)KR | — | Erstveröffentlichung: 30. November 2020 Verkäufe: + 250.000  |
| Japanische Studioalben     |                                                               | | |                                                              |
|                            |                                                               | | |                                                              |
| 2016                       | Moriagatteyo (モリ↑ガッテヨ) Epic, Sony Music Japan           | — | JP3 (5 Wo.)JP | Erstveröffentlichung: 3. Februar 2016                        |
| 2019                       | Love Loop ~Sing for U Special Edition~ Epic, Sony Music Japan | — | — | Erstveröffentlichung: 18. Dezember 2019                      |

## Filmographie
- 2012: Dream High 2
- 2015: Dream Knight
- 2016: The Legend of the Blue Sea
- 2017: Magic School
- 2019: He is Psychometric